# Clara Mae
Clara Hagman (Gävle, 9 juli 1991), beter bekend onder haar artiestennaam Clara Mae, is een Zweeds singer-songwriter. Ze is onder andere bekend van de singles I'm Not Her en I Forgot. Van 2009 tot 2012 maakte ze onderdeel uit van de Zweedse popgroep Ace of Base.

## Biografie
Hagman werd geboren op 9 juli 1991 in de Zweedse stad Gävle. In 2002 deed ze mee aan Lilla Melodifestivalen songwrite competitie, waar ze met de haar nummer "Hej, vem är du" de vierde plaats behaalde. Daarnaast studeerde ze jazz en piano voor drie jaar. Hagman verhuisde naar Stockholm om te werken aan haar muzikale carrière.
Hagman begon al vroeg in haar carrière samen te werken met producers als David Guetta en Tiësto. In 2008 was ze te zien in de zangcompetitie Next Star, waar ze aantrad met het nummer I Will Always Love You van Whitney Houston en daarmee de tweede plaats behaalde. Het volgende jaar nam ze deel aan de Zweedse versie van Idol. Hier trad ze aan met het nummer Warwick Avenue van Duffy in haar auditie en het nummer Release Me van Oh Laura in de halve finale. Ze wist niet door te stoten naar de finale. Datzelfde jaar nog werd Mae door Ulf Ekberg en Jonas Berggren uitgenodigd om zich bij de Zweedse popgroep Ace of Base te voegen. Samen met Julia Williamson verving zij Jenny en Linn Berggren. Samen werkten ze aan een nieuw album die de band uitbracht in september 2009. Een volgend album getiteld The Golden Ratio met Mae bracht de band uit in september 2010. In 2012 verliet Hagman Ace of Base
In 2014 ging Hagman onder de artiestennaam Clara Mae solo verder en bracht ze haar debuutsingle Changing Faces uit. Tot dat punt had ze enkel muziek uitgebracht onder haar geboortenaam Clara Hagman. In het volgende jaar bracht Mae de single Avalon uit. In 2016 werkte Mae samen met Steve Void & No Monday waarmee ze de single Chemistry uitbracht. Hetzelfde jaar bracht ze eveneens de solosingle Strip uit.
In 2016 had Hagman ook een samenwerking met Kream, waarmee ze de single Taped Up Heart uitbracht. Deze single wist de 21ste plaats in de Billboard Hot 100 Hot Dance/Electronic songs te behalen. In de Zweedse hitlijsten behaalde het nummer de 70ste plaats. In 2016 deed Hagman ook mee als achtergrondzangeres van de zangeres Gabriela Gunčíková van de Tsjechische inzending met het nummer I Stand op het Eurovisiesongfestival 2016. Een jaar later tekende Mae een platencontract bij Big Beat Records, een afsplitsing van Atlantic Records. De eerste single die Mae op dit label uitbracht was I'm Not Her in november van datzelfde jaar. Een akoestische versie van het nummer werd uitgebracht in januari 2018. Een maand later was Mae als zangeres te horen op de single Better van Felix Jaehn. In maart 2018 bracht Mae haar tweede single uit op Big Beat Records getiteld I Forgot. Twee jaar later bracht Mae haar debuutalbum Drunk on Emotions uit.

## Discografie

### Albums
| Jaar | Titel             |
| ---- | ----------------- |
| 2020 | Drunk on Emotions |

### EP's
| Jaar | Titel                                     |
| ---- | ----------------------------------------- |
| 2018 | Sorry for Writing All the Songs About You |
| 2022 | Learning Experience                       |

### Singles
| Jaar | Titel                                    |
| ---- | ---------------------------------------- |
| 2017 | Taped Up Heart (met Kream)               |
| 2017 | I'm Not Her                              |
| 2018 | I Forgot                                 |
| 2018 | Better Me Better You (met Jake Miller)   |
| 2018 | Rooftop                                  |
| 2018 | Call Your Girlfriend (Robyn cover)       |
| 2022 | No Sleep                                 |
| 2019 | Lost                                     |
| 2019 | Loved You Once                           |
| 2019 | Unmiss You                               |
| 2020 | More than OK (met R3hab en Frank Walker) |
| 2020 | Run Into You                             |
| 2020 | Overused (met gmas)                      |
| 2020 | Drunk on Emotions                        |
| 2020 | Alright (met Russell Dickerson)          |
| 2021 | Någon annan                              |
| 2021 | Not Sad Anymore                          |
| 2021 | Crash                                    |
| 2021 | Missing You Sucks                        |
| 2021 | Good to Goodbye (met Christopher)        |
| 2022 | Miss the Party (met Maximilian)          |
| 2022 | Take Me Home (met VAVO)                  |
| 2023 | When You're Young                        |
| 2023 | Can't Do Both (met Jonasu)               |
| 2023 | Thank God These Walls Can't Talk         |